# Jacques Grugier
Jacques Grugier, francoski general, * 1886, † 1981.